# گوناگونی (زبان‌شناسی)
گوناگونی ویژگی زبان است: برای گفتن یک حرف بیش از یک روش وجود دارد. گویشوران یک زبان ممکن است در تلفظ (لهجه) ، انتخاب واژگان، ریخت‌شناسی و نحو (که گاهی «دستور زبان» نامیده می‌شود) تفاوت داشته باشند. اما گرچه گوناگونی بسیار زیاد است، اما به نظر می‌رسد محدودیت‌هایی در گوناگونی نیز وجود دارد؛ گویشوران به‌طور کلی در ترتیب واژگان جمله تغییرات شدیدی ایجاد نمی‌کنند یا از صداهای جدیدی که کاملاً با زبان خود بیگانه است، استفاده نمی‌کنند.